# Inongo
Inongo är en stad i Kongo-Kinshasa, huvudort i provinsen Mai-Ndombe och i territoriet Inongo. Den ligger i den västra delen av landet, 400 km nordost om huvudstaden Kinshasa. Staden ligger vid Mai-Ndombesjön.